# McDonald Bank
Die McDonald Bank (englisch) ist eine submarine Bank inmitten des westantarktischen Weddell-Meers. Auf ihr fußen die Berkner-Insel und der Henry Ice Rise.
Benannt ist sie auf Vorschlag des Vermessungsingenieurs und Glaziologen Heinrich Hinze vom Alfred-Wegener-Institut in Anlehnung an die Benennung der McDonald Ice Rumples im Brunt-Schelfeis. Deren Namensgeber ist Allan McDonald von der British Association of Magallanes im chilenischen Punta Arenas, der im Juli 1916 Geld für die Ausrüstung des Schiffs Emma zur dabei erfolglosen Rettung der auf Elephant Island gestrandeten Teilnehmer der Endurance-Expedition (1914–1917) unter der Leitung des britischen Polarforschers Ernest Shackleton zur Verfügung gestellt hatte. Die Benennung wurde im Juni 1997 durch das US-amerikanische Advisory Committee on Undersea Features (ACUF) bestätigt.